# I'm Lonely
I'm Lonely är en musiksingel från 2008 av musikgruppen Scooter och innehåller en annan version av sången med samma namn jämfört med den som finns på albumet "Jumping All Over the World" från 2007.